# Валча (Брашов)
Валча (рум. Vâlcea) насеље је у Румунији у округу Брашов у општини Шинка Веке. Oпштина се налази на надморској висини од 485 m.

## Становништво
Према подацима из 2002. године у насељу је живело 219 становника, од којих су сви румунске националности.